# Елліс (округ, Техас)
Шаблон:StateAbbr_ 32°21′ пн. ш. 96°47′ зх. д. / 32.35° пн. ш. 96.79° зх. д.
Округ Елліс (англ. Ellis County) — округ (графство) у штаті Техас, США. Ідентифікатор округу 48139.

## Історія
Округ утворений 1849 року.

## Демографія
За даними перепису 2000 року загальне населення округу становило 111360 осіб, зокрема міського населення було 65413, а сільського — 45947. Серед мешканців округу чоловіків було 55196, а жінок — 56164. В окрузі було 37020 домогосподарств, 29660 родин, які мешкали в 39071 будинках. Середній розмір родини становив 3,31.
Віковий розподіл населення поданий у таблиці:
| Стать    | До 15 років | 15-21 | 22-29 | 30-39 | 40-49 | 50-65 | 65-85 | Понад 85 |
| -------- | ----------- | ----- | ----- | ----- | ----- | ----- | ----- | -------- |
| Чоловіки | 14208       | 6441  | 5463  | 8250  | 8725  | 7941  | 3808  | 360      |
| Жінки    | 13455       | 5981  | 5391  | 8626  | 8768  | 7825  | 5192  | 926      |

## Суміжні округи
- Даллас — північ
- Кофман — північний схід
- Гендерсон — схід
- Наварро — південний схід
- Гілл — південний захід
- Джонсон — захід
- Таррант — північний захід

## Виноски
1. ↑  http://www.tshaonline.org/handbook/online/articles/hce04
2. ↑  U.S. Decennial Census. United States Census Bureau. Архів оригіналу за 26 квітня 2015. Процитовано 26 квітня 2015.
3. ↑  Texas Almanac: Population History of Counties from 1850–2010 (PDF). Texas Almanac. Архів оригіналу (PDF) за 19 квітня 2015. Процитовано 26 квітня 2015.
4. ↑  State & County QuickFacts. United States Census Bureau. Архів оригіналу за 18 жовтня 2011. Процитовано 10 грудня 2013.(англ.) Наведено за англійською вікіпедією.
5. ↑  American FactFinder. Бюро перепису населення США. Архів оригіналу за 21 травня 2008. Процитовано 31 січня 2008.

| США | Це незавершена стаття з географії США. Ви можете допомогти проєкту, виправивши або дописавши її. |